# 江沿墓群
江沿墓群，是位于中华人民共和国吉林省通化市的汉朝至唐朝时期的古墓葬，是全国重点文物保护单位，由通化市文物管理委员会办公室管理。该古墓群沿浑江两岸分布，左岸为通化市东昌区金厂镇所辖，称之为南头屯古墓群；右岸为通化市通化县快大茂镇下龙头村所辖，称之为下龙头古墓群。2013年，该遗址被收录为第七批全国重点文物保护单位。 

## 遗址

### 南头屯古墓群
南头屯古墓群位于浑江中游的通化市金厂镇江沿村六队，墓群座落在浑江左岸的二级阶地上，1985年发现，现存古墓50余座，形制分为方坛阶梯石室墓、方坛阶梯圹室墓、方坛积石串墓。墓群分为南北两部分，大多数古墓分布于北区，南区现仅存10座。其中较大型的方坛阶梯圹室积石墓现存高度约2米，边长7－8米，应为当时的贵族墓葬。北区南片附近还发现多处祭祀类遗址。

### 下龙头古墓群
下龙头古墓群位于浑江中游的通化县快大茂镇下龙头村北30米处，坐落在浑江右岸的阶地上。墓区分布范围南北约40米，东西约30米。墓群现存46座古墓，包括方坛阶梯石室墓、方坛阶梯圹室墓、方坛积石串墓三种。该墓群尚未清理挖掘，墓葬形制属高句丽早期墓葬。

## 考古价值
江沿墓群的两岸均存在两种不同形制的墓葬，一种为石棚墓向积石墓演化过程中的方坛石室积石墓；另一种为方坛阶梯圹室墓。以及結合前两种墓葬形制的积石串墓。关于同一墓群中存在不同形制墓葬的原因，通化市文物保护研究所所长王志敏认为江沿墓群的这一现象是高句丽五部文化的延续，不同部族融合后各自保留其葬俗。该遗迹群被初步确认为是卒本夫余的初居地卒本川。
除江沿墓群外，浑江上下游两岸还有下龙头龙岗遗址、渔营长岗遗址、龙泉村龙岗遗址、长岗村龙岗遗址、东村遗址等5处古聚落址及土珠子祭祀址等遗址和墓葬，共同构成通化江沿遗迹群。